# Pogány Imre (politikus)
Pogány Imre, született Krausz Imre (Győr, 1881. július 9. – Budapest, 1960. február 28.) kommunista politikus, jogász, ügyvéd. 

## Élete
Krausz Miksa ügyvéd és Pollák Leontin gyermekeként született. Középiskolai tanulmányait a győri Czuczor Gergely Bencés Gimnáziumban végezte. 1904-ben szerzett jogi diplomát a budapesti Királyi Magyar Tudományegyetem Állam- és Jogtudományi Karán.  
Szabadkőműves lett a Philantropia páholy tagjaként. 
1918. november 1-jén a Magyarországi Szociáldemokrata Párt tagjaként ő hirdette ki a győri Lloyd-palota nagytermében az őszirózsás forradalom győri győzelmét. Ekkor választották meg a győri Nemzeti Tanács elnökének. 
1919-ben a Magyarországi Tanácsköztársaság megalakulása után  mind a Győr városi és a Győr megyei direktórium elnöke lett. 
A Tanácsköztársaság bukása után letartóztatták és bebörtönözték, bár nem politikai okokból, hanem lopásért. 1921-ben engedték szabadon, majd Bécsbe menekült, azonban az 1938-as Anschluss után koncentrációs táborba zárták, de túlélte. A II. világháború után térhetett vissza Magyarországra. A Ganz Villamossági Művek jogi osztályvezetőjeként ment 1953-ban nyugdíjba. 
1960. február 28-án hunyt el, és földi maradványait a Farkasréti temetőben helyezték örök nyugalomra.

## Emlékezete

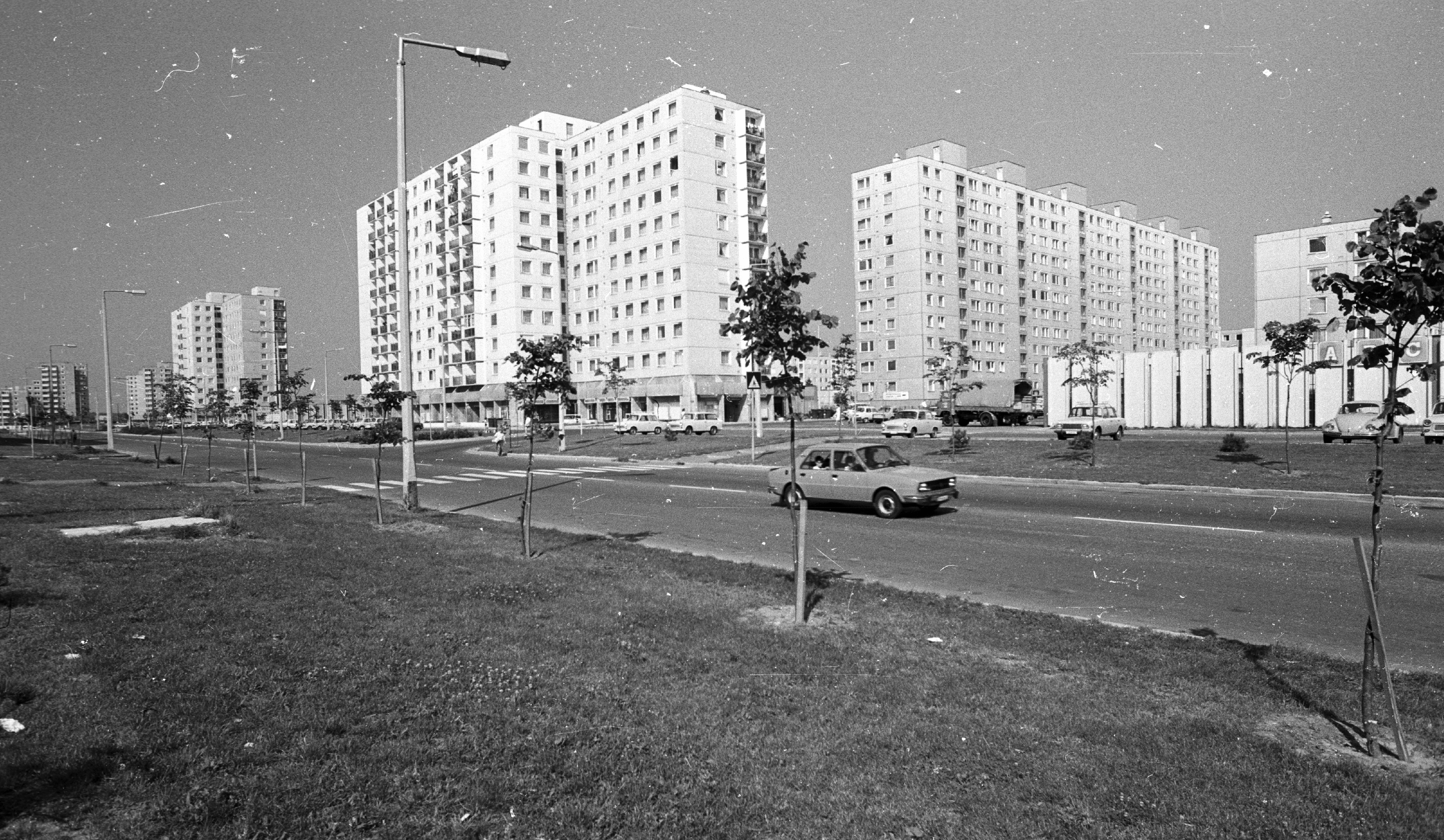
Győr, Kun Béla lakótelep, Pogány Imre út a Heszky Erzsébet utca felé nézve 1987-ben.

1982-től 1990-ig utca viselte nevét Győrben a Kun Béla lakótelepen. A városrészben az utcanevek akkoriban a Magyarországi Tanácsköztársaság győri vezetőiről voltak elnevezve. Az utca neve a rendszerváltás után Lajta útra változott.